# Olyckssyster
Albums de Lisa Ekdahl
En samling sånger
(2002) Pärlor av glas
(2006)
Olyckssyster est le neuvième album de Lisa Ekdahl, sorti le 15 septembre 2004. C'est un retour au suédois, sept ans après son dernier album écrit dans sa langue maternelle, Bortom det blå.

## Titres
| No  | Titre                                | Durée |
| --- | ------------------------------------ | ----- |
| 1.  | Om jag snubblat efter vägen          | 3:45  |
| 2.  | Dom band som binder mig              | 4:36  |
| 3.  | Olyckssyster                         | 3:15  |
| 4.  | Främmande fågel                      | 5:07  |
| 5.  | Hos dig är allt begärligt            | 3:44  |
| 6.  | Natten skyddar dom älskande          | 2:43  |
| 7.  | Den stora ensamheten                 | 5:57  |
| 8.  | Jag tar vara på vattnet då åskan går | 4:06  |
| 9.  | Hon förtjänar hela himlen            | 4:31  |
| 10. | Det bästa vaccinet                   | 4:23  |
| 11. | Gitarren i knät                      | 7:20  |